# Pouteria quicheana
Pouteria quicheana är en tvåhjärtbladig växtart som beskrevs av Arthur John Cronquist. Pouteria quicheana ingår i släktet Pouteria och familjen Sapotaceae.
Artens utbredningsområde är Guatemala. Inga underarter finns listade i Catalogue of Life.